# Someday Never Comes
Singles de Creedence Clearwater Revival
Sweet Hitch-Hiker
(1972) I Heard It Through the Grapevine
(1973)
Pistes de Mardi Gras
Tearin' Up the Country What Are You Gonna Do?
Someday Never Comes est une chanson du groupe de rock américain Creedence Clearwater Revival écrite et composée par John Fogerty. Elle sort en 45 tours en mai 1972 avec en face B le morceau Tearin' Up the Country, écrit et composé par Doug Clifford. Les deux titres sont extraits de l'album Mardi Gras sorti en avril 1972.
Ce single, qui n'obtient qu'un succès modeste comparé aux précédents, est le dernier du groupe avant sa séparation en octobre 1972.
John Fogerty a enregistré une nouvelle version du morceau avec le groupe de rock Dawes (en) sur son album Wrote a Song for Everyone sorti en 2013.

## Classements hebdomadaires
| Classement (1972)                       | Meilleure place |
| --------------------------------------- | --------------- |
| Allemagne (Media Control AG)            | 29              |
| Australie (ARIA)                        | 15              |
| Belgique (Wallonie Ultratop 50 Singles) | 42              |
| Canada (RPM 100 Singles)                | 29              |
| États-Unis (Billboard Hot 100)          | 25              |
| Pays-Bas (Single Top 100)               | 12              |